# 棒山口战斗
棒山口战斗（英語：Battle of Bum La Pass）发生于1962年10月23日，作战方是中国人民解放军陆军和印度陆军。
印度方面认为此战中自己大量杀伤了中方进攻部队，同时印方指挥官乔金德·辛格最终以英雄的方式阵亡，详细记载了此次战斗的全过程。中方资料则因次战斗属于克节朗战役的一部分则没有过多记载战斗的详情。同时，双方记载的中方进攻部队的人数具有较大出入。

## 背景与过程
棒山口地区驻有锡克联队第一营1个连和阿萨姆步兵第五营两个排。棒山口据点由第五营两个排驻防，修有各种土木和木石质工事，扼守着通往达旺的大门，棒山口以南约500余米处，驻有锡克联队第一营1个连，随时可以支援棒山口作战。锡克联队第一营营部率1个连和重机枪排及迫击炮、山炮分队位拉古拉及附近地区 。
中国方面，由军分区郭志显副司令员、曹宗坤参谋长统一指挥，部署军分区步兵第3团的第1、2、3连和炮兵连配合一些边防分队歼灭棒山口附近印军，其中，棒山口据点由步兵第2、第3连负责进攻。23日7时，各攻击分队在炮兵、机枪火力的支援下，对棒山口印军发起攻击，迅速歼灭了印军两个排，尔后，乘胜发展，向锡克连展开攻击，最终取胜。

### 印方宣称的棒山口作战过程
1962年10月23日，中国“步兵第33团的先锋营”向阿萨姆5营与锡克1营各一个排驻守的棒山口据点发起了三波冲击，其中每一波都“有200余名步兵”。印军在打退解放军2次进攻并“重创解放军”后已经筋疲力竭且弹药接近消耗完毕。锡克部队“击倒了第一波敌军，敌军因遭受重大损失而暂时停止前进”。随后解放军发起第三次冲击之时，辛格准尉命令部下上好刺刀准备冲锋，随后发起冲锋，尽管“短暂地迟滞了中方的进攻”，但辛格所部随后被自动火力压制并全歼。同时据信辛格一人击杀了56名中国士兵。辛格最终被俘并死于战俘营。

## 流行文化
2018年印度旁遮普语对白电影《乔金德·辛格上尉》，便是以在此战中被俘的印军指挥官为背景，电影采用了印度方面记载的叙事，描写了据称辛格上尉单手击杀了56名中国士兵的事迹。

## 脚注
1. ↑  中方记载棒山口战斗与阿萨比拉战斗共击毙印军27人，俘虏4人。但阿萨比拉战斗击毙印方5人，未提及俘虏人数，故此该数字由总数减去阿萨比拉战斗数字得来[3]
2. ↑  尽管并未记载棒山口战斗的中方伤亡，但整个克节朗战役中，中方阵亡151人，伤334人[4]

### 引用
1. 1 2 3 4 5  中国人民解放军军事科学院 1993，第171頁.
2. 1 2 3 4  . United Service Institution of India.   [2025-05-04]. （原始内容存档于2024-06-10） （英语）.
3. ↑  中国人民解放军军事科学院 1993，第167頁.
4. ↑  中国人民解放军军事科学院 1993，第172-173頁.
5. ↑  Gurmeet Kanwal 2000，第81頁.
6. ↑  Pradeep Damodaran 2017，第49頁.
7. ↑  Kittu Reddy 2007，第6頁.
8. ↑  Cardozo 2003，第50頁.
9. 1 2  Maninder Dabas. . Indiatimes. Times Internet. 2016-08-18  [2025-05-04]. （原始内容存档于2017-11-02） （英语）.
10. ↑  ANI. . Business Standard India. 2017-06-21  [2017-09-19]. （原始内容存档于2024-12-04） （印度英语）.

### 书籍
- 中国人民解放军军事科学院.  (PDF). 北京: 军事科学出版社. 1993  [2017-07-27]. （原始内容 (PDF)存档于2016-09-10） （中文（中国大陆））.
- Gurmeet Kanwal. . Lancer Publishers & Distributors. 2000. ISBN 9788170622796 （英语）.
- Pradeep Damodaran. . Hachette India. 2017. ISBN 9789351950240 （英语）.
- Kittu Reddy. . Ocean Books. 2007. ISBN 9788187100003 （英语）.
- Cardozo, Ian.  1st. New Delhi: Lotus Collection. 2003. ISBN 9788174362629 （英语）.